# Wilhelm Traupel
Wilhelm Traupel (* 6. Mai 1891 in Mainz; † 7. Februar 1946 in Recklinghausen) war ein deutscher SS-Oberführer (1939), Manager bei der Friedrich Krupp AG und Landeshauptmann beider Bezirksverbände in der preußischen Provinz Hessen-Nassau.

## Leben und Wirken
Traupel wurde als Sohn einer Metzgerfamilie geboren. Er besuchte die Oberrealschule und die Höhere Handelsschule in Mainz und absolvierte danach eine kaufmännische Ausbildung. Seinen Militärdienst leistete er 1911 ab und danach folgte ein Auslandsaufenthalt bis 1912. Nach seiner Rückkehr nach Deutschland war er ab Juni 1912 in Brebach in der Hüttenindustrie tätig. Von 1914 bis 1918 nahm er am Ersten Weltkrieg teil und schied nach Kriegsende im Rang eines Leutnants aus der Armee aus. Bereits Anfang Januar 1914 war er in die Krupp AG eingetreten, wo er rasch Karriere machte. Er stieg zum Handlungsbevollmächtigten für den Gesamtkonzern und zum Direktor der Erntemaschinen-Vertriebsgesellschaft auf.
Am 1. Dezember 1930 trat er in die NSDAP (Mitgliedsnummer 332.674) ein. Außerdem gehörte er von Anfang Februar 1931 bis Ende Juni 1933 der SA an, von der er anschließend zur SS (Mitgliedsnr. 74.674) wechselte. In der NSDAP engagierte er sich zunächst als Gauredner, Wirtschaftsreferent sowie als Ortsgruppenleiter. Er gehörte zu den Unterzeichnern der Eingabe der Wirtschaftspolitischen Vereinigung Frankfurt am Main, die die Regierungsbeteiligung der NSDAP forderte. Im Sommer 1931 verließ er den Krupp-Konzern und wechselte zum NSDAP-eigenen „Frankfurter Volksblatt“, das er bis 1933 leitete. 1933 wurde er unbesoldeter Stadtrat in Frankfurt am Main. Des Weiteren gehörte er den NS-Organisationen Reichsbund der Deutschen Beamten, Reichsluftschutzbund und dem Lebensborn an.
Ab September 1933 war er Landeshauptmann in Wiesbaden (Bezirksverband Nassau) und in Personalunion ab Anfang Januar 1936 auch Landeshauptmann in Kassel (Bezirksverband Hessen). Innerhalb der SS stieg er im Januar 1939 zum SS-Oberführer auf und war 1940 im SD-Hauptamt tätig. Von April 1941 bis April 1944 diente er in der Wehrmacht und war bei der Militärverwaltung in Frankreich eingesetzt. Danach befand er sich im Wartestand und wurde am 9. November 1944 zum Reichssicherheitshauptamt nach Berlin versetzt. Traupel beging am 7. Februar 1946 Suizid im Internierungslager Recklinghausen.
Auf Initiative des Universitätsrektors Theodor Mayer wurde Traupel am 6. Juli 1940 zum Ehrensenator der Universität Marburg „für die Zusammenlegung der kulturellen Ämter der Landesverwaltung in Marburg“ ernannt. Der spätere Rektor mutmaßte 1946, Traupel sei für seine Unterstützung der nationalsozialistischen Kulturpolitik geehrt worden, und schlug die Aberkennung der Ehrung vor. Die Aberkennung unterblieb, weil Traupel im Internierungslager Recklinghausen-Hillerheide am 7. Februar 1946 starb.